# The Atrocity Exhibition... Exhibit A
The Atrocity Exhibition... Exhibit A – ósmy album studyjny amerykańskiego zespołu muzycznego Exodus. Wydawnictwo ukazało się 23 października 2007 roku nakładem wytwórni muzycznej Nuclear Blast. Nagrania były promowane teledyskiem do utworu „Riot Act”.

## Twórcy
- Rob Dukes – Wokal
- Gary Holt – Gitary
- Lee Altus – Gitary
- Jack Gibson – Gitara basowa
- Tom Hunting – Perkusja

## Lista utworów
Opracowano na podstawie materiału źródłowego.
| Nr | Tytuł utworu                          | Długość |
| -- | ------------------------------------- | ------- |
| 1. | „Call to Arms” (utwór instrumentalny) | 01:33   |
| 2. | „Riot Act”                            | 03:37   |
| 3. | „Funeral Hymn”                        | 08:38   |
| 4. | „Children of a Worthless God”         | 08:25   |
| 5. | „As It Was, as It Soon Shall Be”      | 05:16   |
| 6. | „The Atrocity Exhibition”             | 10:33   |
| 7. | „Iconoclasm”                          | 07:54   |
| 8. | „The Garden of Bleeding”              | 05:49   |
| 9. | „Bedlam 1-2-3”                        | 19:51   |
|    |                                       | 1:11:36 |

## Listy sprzedaży
| Lista                | Kraj   | Pozycja |
| -------------------- | ------ | ------- |
| Media Control Charts | Niemcy | 74      |